# منشور ازدواج امپراتریس تئوفانو

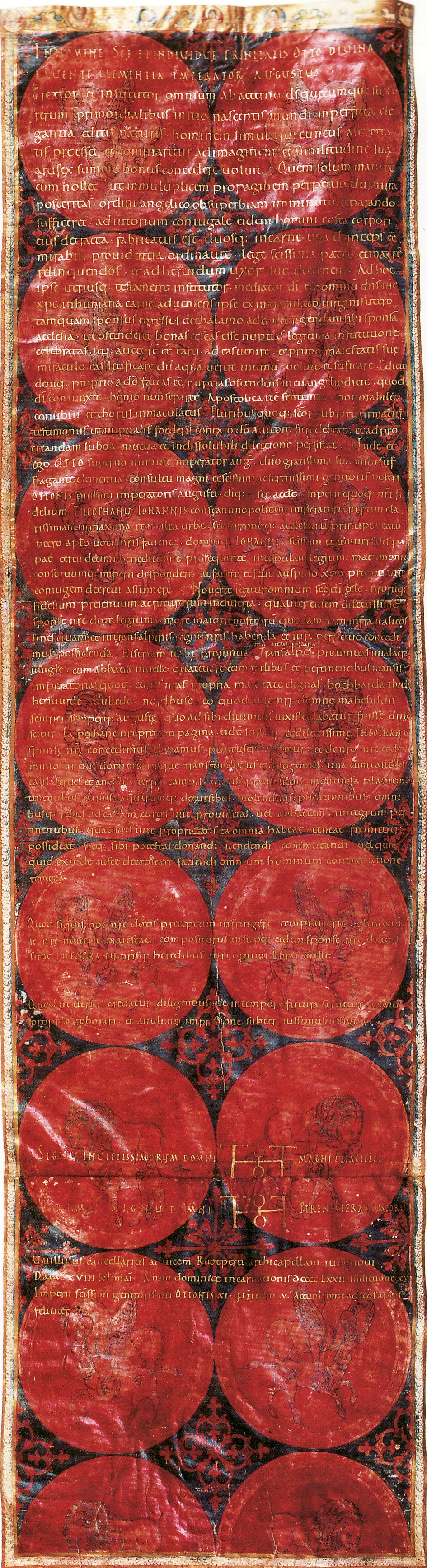
منشور ازدواج امپراتریس تئوفانو که توسط امپراتور روم مقدس اتو دوم در ۱۴ آوریل ۹۷۲ تهیه شد.

منشور ازدواج امپراتریس تئوفانو (بایگانی دولتی ولفلبوتل، 6 Urk 11) سند جهیزیه برای شاهزاده خانم بیزانسی تئوفانو است. این سند که به زبان لاتین نوشته شده، پس از ازدواج تئوفانو با امپراتور اتو دوم در سال ۹۷۲ ایجاد شد؛ ازدواجی که او را به امپراتریس امپراتوری مقدس روم تبدیل کرد. این سند توسط اتو دوم تنظیم شده و نمونه‌ای از ارتباط سیاسی و فرهنگی بین امپراتوری مقدس روم و امپراتوری بیزانس به‌شمار می‌آید.
این سند نمونه‌ای از هنر رنسانس اتونی به‌شمار می‌رود، و از این نسخه خطی خوشنویسی به عنوان یکی از زیباترین اسناد دیپلماتیک قرون وسطی نام برده می‌شود. در سال ۲۰۰۵، این سند برای ثبت در فهرست حافظه جهانی پیشنهاد شد، اما پذیرفته نشد.

## زمینه تاریخی
پس از سقوط امپراتوری روم غربی، امپراتوری روم شرقی (در دوران معاصر به آن امپراتوری بیزانس نیز گفته می‌شود) به عنوان ادامه بازمانده امپراتوری روم در استان‌های شرقی آن باقی ماند. تاجگذاری شاهنشاهی شارلمانی در سال ۸۰۰ روابط غرب با امپراتوری بیزانس که از قسطنطنیه اداره می‌شد را دچار تنش کرد.  هنگامی که اتوی یکم در فوریه ۹۶۲ امپراتور شد، بین او و امپراتوری بیزانس اختلافی به وجود آمد و این مسئله در سال ۹۶۷ بین اتو و نیکه‌فوروس دوم فوکاس بر سر تسلط بر ایتالیا دوباره شعله‌ور شد. در ۲۵ دسامبر ۹۶۷، پاپ ژان سیزدهم اتو دوم را به عنوان هم‌امپراتور اتوی اول تدهین کرد. 
در پاییز ۹۶۸، نبردهای میان امپراتوری مقدس روم و امپراتوری بیزانس در شاهزاده‌نشین کاپوآ، در دوک نشین بنونتو و آپولیا آغاز شد و درگیری‌ها تا سال ۹۷۰ ادامه یافت. هر دو طرف تلاش‌های زیادی برای یافتن راه‌حل دیپلماتیک انجام دادند. اتوی اول قصد داشت که عنوان امپراتوری خود را در از سوی بیزانس به رسمیت بشناساند و مرزهای وفاداری‌های غربی و شرقی را در جنوب ایتالیا روشن کند.   او می‌خواست این قرارداد با ازدواج پسرش اتوی دوم با یکی از اعضای خانواده سلطنتی بیزانس تثبیت شود. آنا، دختر امپراتور متوفی رومانوس دوم، یکی از گزینه‌های احتمالی برای ازدواج بود. با این حال، امپراتور نیکه‌فوروس دوم فوکاس تمایلی به ازدواج با یک شاهزاده خانم ارغوانی (یعنی فرزند یک امپراتور حاکم) نداشت.  اسقف اعظم کلن گرو پس از مذاکرات سخت با جان یکم تزیمیسکس، جانشین نیکه‌فوروس دوم فوکاس، ازدواج اتو دوم را با تئوفانو،  یکی از اعضای خانواده امپراتوری بیزانس (که البته زاده ارغوانی بود) قطعی کند. 
منشور ازدواج به عنوان سند مرجع برای مراسم ازدواج اتوی دوم ۱۷ ساله و تئوفانو ۱۲ ساله عمل می‌کند. مراسم عروسی در ۱۴ آوریل سال ۹۷۲ در کلیسای سنت پیتر برگزار شد و توسط پاپ جان سیزدهم رسمیت یافت.  از نظر سیاسی، این ازدواج نشان دهنده به رسمیت شناختن امپراتوری اوتونی توسط امپراتوری بیزانس بود. در این سند، اتو دوم به تئوفانو حق دریافت جهیزیه گسترده‌ای را برای استفاده شخصی در طول زندگی خود (legitima dos)  و همچنین ورود او به کنسرسیوم امپریئی با اتو دوم اعطا کرد، به این معنی که هر دو در قدرت امپراتوری بر امپراتوری مقدس روم سهیم خواهند بود.  
احتمالا تئوفانو این سند را تا آستانه سفر خود به ایتالیا در اکتبر ۹۸۹ نزد خود نگه داشته است و اعتقاد بر این است که در آستانه سفر خود آن را برای نگهداری در صومعه گاندرهایم قرار داده است.  این سند در سال ۱۷۰۰ توسط نویسنده و مورخ یوهان گئورگ لوکفلد کشف و منتشر شد.  گوتفریت ویلهلم لایبنیتس از نخستین کسانی بود که اهمیت تاریخی این سند را تشخیص داد و در اثر خود با عنوان تاریخچه خاندان ولف به آن اشاره کرد.  پس از سکولار شدن صومعه گاندرهایم در سال ۱۸۱۱، این سند به کتابخانه ایالتی و دانشگاهی گوتینگن منتقل شد.  در ۴ مه ۱۸۲۰، اسناد صومعه به بایگانی خزانه داری دوک نشین برانزویک تحویل داده شد. در سال ۱۸۳۵، این سند به آرشیو دولتی وولفنبوتل منتقل شد و تا کنون در آنجا نگهداری می‌شود. 
این سند درآمدها و سودهایی را که تئوفانو از این ازدواج دریافت خواهد کرد، شرح می‌دهد و با سخنرانی‌ای آغاز می‌شود که شبیه به خطبه‌هایی است که در مراسم ازدواج ایراد می‌شود.  در این سند آمده است که تئوفانو از اتوی دوم چه چیزهایی دریافت خواهد کرد: حقوق مربوط به درآمدهای ایستریا، پسکارا، والچرن، ویشولان، صومعهٔ نیول با ۱۴٬۰۰۰ مزرعهٔ وابسته؛ و همچنین مزارعی در بوپارد، تیل، هرفرد، کیف‌هویزر و نوردهاوزن.  

## توضیحات
این سند یک طومار به ابعاد ۱۴۴٫۵ در ۳۹٫۵ سانتیمتر (۵۶٫۹ در ۱۵٫۶ اینچ) است. طومار متشکل از سه قطعه پوست‌نوشته به هم چسبانده و پیچیده شده‌اند،  و می‌رود که در صومعه فولدا ساخته شده باشد.   یک مطالعه علمی در مورد پوست‌نوشته ارغوانی در سال ۱۹۶۶ در مونیخ انجام شد، که نشان داد از مینیم (سرب قرمز) و روناس برای رنگ‌آمیزی این سند استفاده شده است. این موضوع نشان می‌دهد سند در امپراتوری روم مقدس ساخته نشده، نه امپراتوری بیزانس،   جایی که از صدف مورکس برای ساخت رنگ ارغوانی صوری به‌طور کاملاً کنترل شده استفاده می‌شده است. این سند یکی از قدیمی‌ترین نمونه‌های استفاده از روناس در قرون وسطی به‌شمار می‌رود.   زمینه ارغوانی سند از ابریشم بیزانسی بافته شده با چهارده مدالیون دایره‌ای و دو نیم مدالیون ساخته شده است. درون این مدالیون‌ها تصاویری از جنگیدن حیوانات دیده می‌شود که از هنر خاور نزدیک الهام گرفته شده است. 
میدان نوشتاری با تزئینات طلایی باریکی احاطه شده است که با برگ‌های کنگری آبی و سفید تزئین شده است.  لبه بالایی با تصاویری از حیوانات و گیاهان، همراه با مدال‌هایی حاوی نیم تنه‌هایی مانند عیسی که توسط مریم و یحیی تعمیددهنده قرار دارد و همچنین چهار انجیل‌نویس تزئین شده است. بین این مدال‌ها در قسمت بالا شش جفت حیوان دیده می‌شود.   این نخستین سند ازدواجی بود که به صورت مصور تذهیب شد. 
متن با جوهری طلایی به خط میناسکول کارولنژی نوشته شده است و جوهر طلایی از ترکیب آلیاژی از نقره و ورق طلا به دست آمده است.  برخی خطوط یا کلمات به دلیل نگارش با حروف بزرگ روستایی برجسته‌تر به نظر می‌رسند.   با گذشت زمان، پوست‌نوشت کمی تاب برداشته و یک چین در وسط سند ایجاد شده است. این سند در نمایشگاه دائمی آرشیو ایالتی نیدرزاکسن در اتاقی با نور کم به نمایش شده است.  
رنگ ارغوانی امپراتوری رنگی بود که مختص امپراتوران، پادشاهان و اسقف‌ها بود، و استفاده از پوست‌نوشت ارغوانی برای نوشتن بسیار نادر بود. این سند به‌عنوان یکی از باشکوه‌ترین و زیباترین نمونه‌های استفاده از پوست‌نوشت ارغوانی شناخته می‌شود.

## اصالت
اصالت این سند همچنان محل بحث و مناقشه است.  هانس ک. شولتسه و هانس گوتینگ بر این باورند که این سند توسط اتو دوم در جشن عروسی آنها ارائه شده و سپس به تئوفانو اهدا شده است.  والتر دیتِرز (۱۹۷۲) بیان می‌کند که جداسازی‌ها در متن به عنوان ابزارهای کمک‌خوانی عمل می‌کنند و نشان می‌دهند که این سند با هدف خواندن تهیه شده است.  دیپلمات‌ها تئودور فون سیکل و کارلچارد برول معتقدند که این سند نسخه اصلی نیست چرا که فاقد مهر بوده و خطوط آن به شکل غیرمعمولی تنظیم شده‌اند. 